# Рагимзаде, Ариф Кафар оглы
Ари́ф Кафа́р оглы́ Рагимзаде́ (азерб. Arif Qafar oğlu Rəhimzadə; род. 3 февраля 1941, Кировабад) — депутат Национального собрания Азербайджана I, II, III, IV, V созывов. Вице-спикер Национального собрания Азербайджана (1995—2005).

## Биография
Родился 3 февраля 1941 года в Кировабаде. Окончил Азербайджанский государственный аграрный университет и Бакинскую высшую партийную школу.
Кандидат сельскохозяйственных наук.
Являлся научным сотрудником Научно-исследовательского университета животноводства Азербайджана. Ревизор плодоовощной инспекции Ленинградской области, научный работник Крымской испытательной станции.
Учёный секретарь, старший научный сотрудник Азербайджанского НИИ кормовой продукции.
Старший референт Совета министров Азербайджанской ССР.
Инструктор, заместитель заведующего, заведующий отделом ЦК Коммунистической партии Азербайджана.
Первый секретарь Губинского РК КП Азербайджана.
Председатель комиссии Верховного Совета Азербайджанской ССР.
Государственный советник аппарата президента Азербайджана.
Депутат Верховного совета Азербайджанской ССР 11, 12 созывов.
Депутат Национального собрания Азербайджана I, II, III, IV, V созывов.
В 1995—2000 годах являлся вице-спикером Национального собрания Азербайджана.
Член межпарламентских групп Азербайджан — Беларусь, Азербайджан — Великобритания и Азербайджан — Россия (2005—2010). Председатель межпарламентской группы Азербайджан — Россия (2011—2015).

## Награды
- Орден «Честь» (3 февраля 2021 года) — за многолетнюю плодотворную деятельность в общественно-политической жизни Азербайджанской Республики[3].
- Орден «Слава» (26 апреля 2011 года) — за активное участие в общественно-политической жизни Азербайджанской Республики[4].
- Орден «Содружество» (3 декабря 2004 года, Межпарламентская ассамблея СНГ) — за активное участие в деятельности Межпарламентской Ассамблеи и её органов, вклад в укрепление дружбы между народами государств — участников Содружества[5].
- Медаль «За укрепление парламентского сотрудничества» (16 апреля 2015 года, Межпарламентская ассамблея СНГ) — за особый вклад в развитие парламентаризма, укрепление демократии, обеспечение прав и свобод граждан в государствах — участниках Содружества Независимых Государств[6].
- Медаль «МПА СНГ. 25 лет» (27 марта 2017 года, Межпарламентская ассамблея СНГ) — за заслуги в деле развития и укрепления парламентаризма, за вклад в развитие и совершенствование правовых основ функционирования Содружества Независимых Государств, укрепление международных связей и межпарламентского сотрудничества[7].